# دانييل سانشيز
دانييل سانشيز (بالإسبانية: Daniel Sánchez)‏ (3 مايو 1961 مونتفيدو الأوروغواي - ) هو لاعب كرة قدم أوروغواني، يلعب كمدافع، ولعب 25 مباراة.

## مسيرته

### مسيرته مع المنتخبات الوطنية
- 1988 - 1993 لعب مع منتخب الأوروغواي لكرة القدم 25 مباراة.

## روابط خارجية
- دانييل سانشيز على موقع الاتحاد الدولي (مؤرشف)  (الإنجليزية)
- دانييل سانشيز على موقع قاعدة بيانات كرة القدم.إي يو (الإنجليزية)
- دانييل سانشيز على موقع ناشيونال فوتبول تيمز (الإنجليزية)